# Grekland i olympiska vinterspelen 1936
Grekland deltog med en deltagare vid de olympiska vinterspelen 1936 i Garmisch-Partenkirchen. Landets deltagare erövrade ingen medalj.